# Lista odcinków serialu Star Trek: Następne pokolenie
Poniżej znajduje się lista odcinków serialu telewizyjnego Star Trek: Następne pokolenie (ang. Star Trek: The Next Generation).
Serial składa się łącznie ze 178 odcinków, w siedmiu sezonach, po 26 odcinków każdy, z wyjątkiem sezonu drugiego, który liczy 22 odcinki. Odcinek premierowy (Encounter at Farpoint) i finał serialu (All Good Things...) miały swoje premiery w postaci odcinków o podwójnej długości, które później były emitowane oddzielnie. Pierwsza emisja telewizyjna serialu trwała od września 1987 do maja 1994 roku
| Sezon | Sezon | Odcinki | Premiera sezonu   | Finał sezonu    | Wydanie DVD      | Wydanie DVD         | Wydanie Blu-ray   | Wydanie Blu-ray   |
| Sezon | Sezon | Odcinki | Premiera sezonu   | Finał sezonu    | Region 1         | Region 2            | Region A          | Region B          |
| ----- | ----- | ------- | ----------------- | --------------- | ---------------- | ------------------- | ----------------- | ----------------- |
|       | 1     | 26      | 28 września 1987  | 16 maja 1988    | 26 marca 2002    | 1 kwietnia 2002     | 24 lipca 2012     | 23 lipca 2012     |
|       | 2     | 22      | 21 listopada 1988 | 17 lipca 1989   | 7 maja 2002      | 10 czerwca 2002     | 4 grudnia 2012    | 12 grudnia 2012   |
|       | 3     | 26      | 25 września 1989  | 18 czerwca 1990 | 2 lipca 2002     | 22 lipca 2002       | 30 kwietnia 2013  | 29 kwietnia 2013  |
|       | 4     | 26      | 24 września 1990  | 17 czerwca 1991 | 3 września 2002  | 7 października 2002 | 30 lipca 2013     | 29 lipca 2013     |
|       | 5     | 26      | 23 września 1991  | 15 czerwca 1992 | 5 listopada 2002 | 18 listopada 2002   | 19 listopada 2013 | 18 listopada 2013 |
|       | 6     | 26      | 21 września 1992  | 21 czerwca 1993 | 3 grudnia 2002   | 2 grudnia 2002      | 24 czerwca 2014   | 21 lipca 2014     |
|       | 7     | 26      | 20 września 1993  | 23 maja 1994    | 31 grudnia 2002  | 23 grudnia 2002     | 2 grudnia 2014    | 15 grudnia 2014   |

## Sezon 1 (1987-1988)
| 1x01/1x02 | Encounter at Farpoint        | Corey Allen       | D.C. Fontana i Gene Roddenberry                              | 28 września 1987     |
| Dziewicza misja statku USS Enterprise-D wiedzie na planetę Deneb IV, gdzie załoga ma za zadanie odkryć tajemnicę powstania stacji Farpoint. W drodze na stację statek zostaje zatrzymany przez wszechmocną istotę, nazywającą siebie Q, która oskarża ludzkość o barbarzyństwo i poddaje załogę próbie. Po przybyciu Enterprise na Deneb IV, planeta zostaje zaatakowana przez nieznany statek, który okazuje się być żywą istotą. |                              |                   |                                                              |                      |
| 1x03 | The Naked Now                | Paul Lynch        | J. Michael Bingham i John D.F. Black                         | 5 października 1987  |
| Enterprise odnajduje statek badawczy z martwą załogą. Wkrótce załoga Enterprise pada ofiarą choroby zakaźnej, która powoduje dziwne zachowania przypominające objawy zatrucia alkoholem, co grozi zniszczeniem statku. |                              |                   |                                                              |                      |
| 1x04 | Code of Honor                | Russ Mayberry     | Katharyn Powers i Michael Baron                              | 12 października 1987 |
| Tasha Yar zostaje porwana przez przywódcę planety. Jego żona wyzywa Tashę na pojedynek na śmierć i życie. |                              |                   |                                                              |                      |
| 1x05 | The Last Outpost             | Richard Colla     | Herbert Wright i Richard Krzemien                            | 19 października 1987 |
| Enterprise ściga statek należący do Ferengich. Obydwa statki zostają unieruchomione przez tajemniczą planetę, która wysysa z nich energię. |                              |                   |                                                              |                      |
| 1x06 | Where No One Has Gone Before | Rob Bowman        | Diane Duane i Michael Reaves                                 | 26 października 1987 |
| Podczas testów napędu Warp, Enterprise zostaje przeniesiony na krańce Wszechświata, gdzie wyobraźnia przyjmuje realną formę. By wrócić z powrotem, załoga musi polegać na tajemniczym obcym. |                              |                   |                                                              |                      |
| 1x07 | Lonely Among Us              | Cliff Bole        | D.C. Fontana i Michael Halperin                              | 2 listopada 1987     |
| Podczas transportu delegatów dwóch wrogich planet, obca istota przejmuje kontrolę nad Worfem, doktor Crusher i kapitanem Picardem. |                              |                   |                                                              |                      |
| 1x08 | Justice                      | James L. Conway   | Ralph Wills i Worley Thorne                                  | 9 listopada 1987     |
| Wesley Crusher przypadkowo łamie prawo na idyllicznej planecie, za co karą ma być śmierć. Kapitan Picard musi podjąć decyzję o złamaniu Pierwszej Dyrektywy. |                              |                   |                                                              |                      |
| 1x09 | The Battle                   | Rob Bowman        | Herbert J. Wright i Larry Forrester                          | 16 listopada 1987    |
| Picard otrzymuje w prezencie od Ferengich swój dawny statek, USS Stargazer. Wkrótce zaczyna odczuwać silne bóle głowy i ponownie przeżywać przeszłość, w której utracił statek. |                              |                   |                                                              |                      |
| 1x10 | Hide and Q                   | Cliff Bole        | C.J. Holland i Gene Roddenberry                              | 23 listopada 1987    |
| Q powraca na Enterprise i kusi komandora Rikera, aby przyłączył się do Kontinuum Q, obdarzając go mocą Q. |                              |                   |                                                              |                      |
| 1x11 | Haven                        | Richard Compton   | Tracy Tormé i Lan O'Kun                                      | 30 listopada 1987    |
| Lwaxana Troi przybywa na Enterprise, przed planowanym ślubem swojej córki, Deanny. Do pobliskiej planety zbliża się statek z zainfekowaną śmiertelną chorobą załogą. Narzeczony Deanny rozpoznaje na nim kobietę ze swoich snów. |                              |                   |                                                              |                      |
| 1x12 | The Big Goodbye              | Joseph L. Scanlan | Tracy Tormé                                                  | 11 stycznia 1988     |
| Odgrywający rolę prywatnego detektywa Picard oraz Data i Beverly Crusher, w wyniku usterki zostają uwięzieni wewnątrz programu na holodeku. |                              |                   |                                                              |                      |
| 1x13 | Datalore                     | Rob Bowman        | Robert Lewin, Gene Roddenberry i Maurice Hurley              | 18 stycznia 1988     |
| Załoga Enterprise znajduje na zniszczonej planecie, na której przed laty został znaleziony Data, rozłożonego identycznego androida. Po złożeniu, android, który nazywa się Lore, wzywa na spotkanie tajemniczą kryształową istotę. |                              |                   |                                                              |                      |
| 1x14 | Angel One                    | Michael Rhodes    | Patrick Barry                                                | 25 stycznia 1988     |
| W poszukiwaniu rozbitków z uszkodzonego frachtowca, Enterprise przybywa na planetę zamieszkaną przez matriarchalne społeczeństwo. Na Enterprise wybucha epidemia choroby zakaźnej. |                              |                   |                                                              |                      |
| 1x15 | 11001001                     | Paul Lynch        | Maurice Hurley i Robert Lewin                                | 1 lutego 1988        |
| Podczas przeglądu technicznego Enterprise, Binarowie dokonują usprawnień głównego komputera statku. Uwagę Rikera i Picarda przykuwa zaskakująco realistyczna postać na holodeku. |                              |                   |                                                              |                      |
| 1x16 | Too Short a Season           | Rob Bowman        | Michael Michaelian i D.C. Fontana                            | 8 lutego 1988        |
| Enterprise transportuje starszego wiekiem admirała na negocjacje w sprawie uwolnienie porwanych zakładników. W trakcie misji admirał ulega odmłodzeniu. |                              |                   |                                                              |                      |
| 1x17 | When The Bough Breaks        | Kim Manners       | Hannah Louise Shearer                                        | 15 lutego 1988       |
| Enterprise odnajduje mityczną planetę zamieszkaną przez wysoce rozwiniętą cywilizację. Jej niepłodni mieszkańcy porywają z pokładu statku grupę dzieci. |                              |                   |                                                              |                      |
| 1x18 | Home Soil                    | Corey Allen       | Karl Guers, Ralph Sanchez i Robert Sabaroff                  | 22 lutego 1988       |
| Załoga Enterprise odkrywa krystaliczną formę życia, która zagraża naukowcom pracującym nad terraformowaniem planety. |                              |                   |                                                              |                      |
| 1x19 | Coming of Age                | Mike Vejar        | Sandy Fries i Hannah Louise Shearer                          | 14 marca 1988        |
| Dowództwo Gwiezdnej Floty prowadzi dochodzenie w sprawie kapitana Picarda i załogi Enterprise. Wesley Crusher bierze udział w egzaminach do Akademii Gwiezdnej Floty. |                              |                   |                                                              |                      |
| 1x20 | Heart of Glory               | Rob Bowman        | Maurice Hurley, Herbert Wright i D.C. Fontana                | 21 marca 1988        |
| Klingońscy uciekinierzy zaprzyjaźniają się z Worfem i próbują porwać Enterprise. |                              |                   |                                                              |                      |
| 1x21 | The Arsenal of Freedom       | Les Landau        | Richard Manning, Hans Beimler, Maurice Hurley i Robert Lewin | 11 kwietnia 1988     |
| Uwięzieni na opuszczonej planecie członkowie załogi Enterprise stają się obiektem demonstracji automatycznego systemu uzbrojenia. Geordi La Forge dowodzi statkiem podczas bitwy. |                              |                   |                                                              |                      |
| 1x22 | Symbiosis                    | Win Phelps        | Robert Lewin, Richard Manning i Hans Beimler                 | 18 kwietnia 1988     |
| Enterprise ratuje załogę fachowca i jego cenny ładunek. Kapitan Picard staje się mediatorem w sporze między dwoma planetami o ładunek frachtowca. |                              |                   |                                                              |                      |
| 1x23 | Skin of Evil                 | Joseph L. Scanlan | Joseph Stefano i Hannah Louise Shearer                       | 25 kwietnia 1988     |
| Deanna Troi staje się zakładnikiem złowrogiej istoty na obcej planecie. Podczas akcji ratunkowej ginie członek załogi statku. |                              |                   |                                                              |                      |
| 1x24 | We'll Always Have Paris      | Robert Becker     | Deborah Dean Davis i Hannah Louise Shearer                   | 2 maja 1988          |
| Picard spotyka swoją dawną znajomą, której mąż wykonuje niebezpieczny eksperyment zaburzający czas. |                              |                   |                                                              |                      |
| 1x25 | Conspiracy                   | Cliff Bole        | Tracy Tormé i Robert Sabaroff                                | 9 maja 1988          |
| Po tym, gdy Picard otrzymuje ostrzeżenie od dawnego przyjaciela, Enterprise wraca na Ziemię i odkrywa spisek obcych, chcących przejąć kontrolę nad dowództwem Gwiezdnej Floty. |                              |                   |                                                              |                      |
| 1x26 | The Neutral Zone             | James L. Conway   | Maurice Hurley, Deborah McIntyre i Mona Clee                 | 16 maja 1988         |
| Po uratowaniu ze starego statku kosmicznego trójki krionicznie zachowanych ludzi z końca XX wieku, Enterprise zostaje wysłany na granicę Strefy Neutralnej, aby zbadać tajemnicę zniszczenia posterunków Federacji, i spotyka statek Romulan. |                              |                   |                                                              |                      |

## Sezon 2 (1988-1989)
| 2x01 | The Child               | Rob Bowman        | Jaron Summers, Jon Povill i Maurice Hurley                 | 21 listopada 1988 |
| Podczas transportu przez Enterprise niebezpiecznego ładunku, Deanna Troi rodzi tajemnicze dziecko. Do załogi dołącza dr Katherine Pulaski, a Wesley Crusher rozważa swoje plany na przyszłość.                                          |                         |                   |                                                            |                   |
| 2x02 | Where Silence Has Lease | Winrich Kolbe     | Jack B. Sowards                                            | 28 listopada 1988 |
| Enterprise zostaje uwięziony w tajemniczej dziurze w przestrzeni, gdzie jego załoga staje się obiektem eksperymentów obcej istoty. |                         |                   |                                                            |                   |
| 2x03 | Elementary, Dear Data   | Rob Bowman        | Brian Alan Lane                                            | 5 grudnia 1988    |
| Geordi La Forge tworzy postać złoczyńcy, który mógłby pokonać Datę, odgrywającego rolę Sherlocka Holmesa w programie na holodeku. W rezultacie profesor Moriarty zyskuje świadomość.                                                    |                         |                   |                                                            |                   |
| 2x04 | The Outrageous Okona    | Robert Becker     | Burton Armus, Les Menchen, Lance Dickson i David Landsberg | 12 grudnia 1988   |
| Enterprise napotyka kosmicznego awanturnika. Data uczy się opowiadania dowcipów. |                         |                   |                                                            |                   |
| 2x05 | Loud as a Whisper       | Larry Shaw        | Jacqueline Zambrano                                        | 9 stycznia 1989   |
| Enterprise transportuje głuchego negocjatora na rozmowy pokojowe między dwoma walczącymi od wieków frakcjami. Początek negocjacji kończy się tragicznie.                                                                                |                         |                   |                                                            |                   |
| 2x06 | The Schizoid Man        | Les Landau        | Tracy Tormé, Richard Manning i Hans Beimler                | 23 stycznia 1989  |
| Genialny naukowiec oszukuje śmierć przenosząc swoją osobowość do mózgu Daty. |                         |                   |                                                            |                   |
| 2x07 | Unnatural Selection     | Paul Lynch        | John Mason i Mike Gray                                     | 30 stycznia 1989  |
| Enterprise znajduje statek transportowy, którego cała załoga zmarła z powodu szybko postępującej starości. Ta sama choroba atakuje naukowców z kolonii badawczej.                                                                       |                         |                   |                                                            |                   |
| 2x08 | A Matter of Honor       | Rob Bowman        | Wanda M. Haight, Gregory Amos i Burton Armus               | 6 lutego 1989     |
| Komandor Riker zostaje przeniesiony na klingoński statek w ramach programu wymiany oficerów między Federacją i Imperium Klingońskim. Na pokład Enterpise przeniesiony został chorąży z planety Benzar.                                  |                         |                   |                                                            |                   |
| 2x09 | The Measure of a Man    | Robert Scheerer   | Melinda M. Snodgrass                                       | 13 lutego 1989    |
| Data odmawia wykonania rozkazu Gwiezdnej Floty, by poddać się demontażowi w celach badawczych i staje przed sądem, który ma stwierdzić, czy jest on własnością Zjednoczonej Federacji Planet. Obrony Daty podejmuje się kapitan Picard. |                         |                   |                                                            |                   |
| 2x10 | The Dauphin             | Rob Bowman        | Scott Rubenstein i Leonard Mlodinow                        | 20 lutego 1989    |
| Wesley Crusher zakochuje się w młodej przywódczyni z obcej planety, która, wraz z opiekunką, goszczą na pokładzie Enterprise. Okazuje się, że kryją one sekret.                                                                         |                         |                   |                                                            |                   |
| 2x11 | Contagion               | Joseph L. Scanlan | Steve Gerber i Beth Woods                                  | 20 marca 1989     |
| Groźny wirus komputerowy uszkadza systemy Enterprise, po tym jak doprowadził do zniszczenia bliźniaczej jednostki USS Yamato. Załoga odkrywa tajemnicę dawno zniszczonej cywilizacji.                                                   |                         |                   |                                                            |                   |
| 2x12 | The Royale              | Cliff Bole        | Keith Mills                                                | 27 marca 1989     |
| Riker, Worf i Data badają budowlę na powierzchni niegościnnej planety, która przypomina kasyno z dwudziestowiecznej Ziemi zamieszkane przez postacie z kiepsko napisanej powieści.                                                      |                         |                   |                                                            |                   |
| 2x13 | Time Squared            | Joseph L. Scanlan | Maurice Hurley i Kurt Michael Bensmiller                   | 3 kwietnia 1989   |
| Enterprise trafia na kopię kapitana Picarda z przyszłości odległej o sześć godzin, w której statek zostaje zniszczony przez wir w przestrzeni.                                                                                          |                         |                   |                                                            |                   |
| 2x14 | The Icarus Factor       | Robert Iscove     | David Assael i Robert McCullough                           | 24 kwietnia 1989  |
| Riker spotyka się ze swoim ojcem podczas jego wizyty na Enterprise. Przyjaciele Worfa pomagają mu w przebyciu ważnego klingońskiego rytuału.                                                                                            |                         |                   |                                                            |                   |
| 2x15 | Pen Pals                | Winrich Kolbe     | Melinda M. Snodgrass i Hannah Louise Shearer               | 1 maja 1989       |
| Data nawiązuje kontakt z dziewczynką żyjącą na planecie stojącej w obliczu zniszczenia. Załoga musi zdecydować czy złamać Pierwszą Dyrektywę. Wesley Crusher po raz pierwszy otrzymuje zadanie dowodzenia zespołem.                     |                         |                   |                                                            |                   |
| 2x16 | Q Who                   | Rob Bowman        | Maurice Hurley                                             | 8 maja 1989       |
| Q przerzuca Enterprise w nieznany obszar Galaktyki, gdzie spotyka on statek nieznanej wcześniej rasy Borg. |                         |                   |                                                            |                   |
| 2x17 | Samaritan Snare         | Les Landau        | Robert L. McCullough                                       | 15 maja 1989      |
| Geordi La Forge zostaje porwany przez grupę obcych chcących zdobyć technologię Enterprise. Picard musi zostać poddany operacji wymiany sztucznego serca.                                                                                |                         |                   |                                                            |                   |
| 2x18 | Up the Long Ladder      | Winrich Kolbe     | Melinda M. Snodgrass                                       | 22 maja 1989      |
| Enterprise odkrywa dwie wcześniej nieznane ziemskie kolonie, którym grozi wyginięciem. |                         |                   |                                                            |                   |
| 2x19 | Manhunt                 | Rob Bowman        | Terry Devereaux                                            | 19 czerwca 1989   |
| Lwaxana Troi przybywa na Enterprise z zamiarem znalezienia męża. |                         |                   |                                                            |                   |
| 2x20 | The Emissary            | Cliff Bole        | Richard Manning, Hans Beimler i Thomas H. Calder           | 26 czerwca 1989   |
| Dawna miłość Worfa przybywa na Enterprise, aby pomóc w spotkaniu z klingońskim okrętem, którego pogrążona w uśpieniu załoga wierzy, że nadal trwa wojna z Federacją.                                                                    |                         |                   |                                                            |                   |
| 2x21 | Peak Performance        | Robert Scheerer   | David Kemper                                               | 10 lipca 1989     |
| Gra wojenna pomiędzy Enterprise i USS Hathaway po ataku przez okręt Ferengich przeradza się w prawdziwą walkę. Data cierpi na utratę pewności siebie.                                                                                   |                         |                   |                                                            |                   |
| 2x22 | Shades of Gray          | Robert Bowman     | Maurice Hurley, Richard Manning i Hans Beimler             | 17 lipca 1989     |
| Po zakażeniu przez śmiertelny drobnoustrój, Riker wpada w śpiączkę, podczas której przeżywa wspomnienia ze służby na Enterprise. |                         |                   |                                                            |                   |

## Sezon 3 (1989-1990)
| 3x01 | Evolution                       | Winrich Kolbe      | Michael Piller i Michael Wagner                                                                               | 25 września 1989     |
| Nanity, zaawansowane twory nanotechnologii, na skutek eksperymentu Wesleya wydostają się na wolność i tworzą zbiorową inteligencję, która zagraża statkowi i jego misji. |                                 |                    | |                      |
| 3x02 | The Ensigns of Command          | Cliff Bole         | Melinda M. Snodgrass                                                                                          | 2 października 1989  |
| Data musi przekonać do ewakuacji kolonistów, zanim na planetę przybędą obcy, do których ona należy. |                                 |                    | |                      |
| 3x03 | The Survivors                   | Les Landau         | Michael Wagner                                                                                                | 9 października 1989  |
| Enterprise przybywa na całkowicie zniszczoną planetę, na której przetrwało tylko starsze małżeństwo, które odmawia przyjęcia pomocy. Wkrótce Enterprise zostaje zaatakowany przez nieznany statek.                                                                             |                                 |                    | |                      |
| 3x04 | Who Watches the Watchers        | Robert Wiemer      | Richard Manning i Hans Beimler                                                                                | 16 października 1989 |
| Kiedy prymitywne społeczeństwo odkrywa zespół badawczy Federacji, zaczyna wierzyć, że Jean-Luc Picard jest bogiem. Załoga Enterprise próbuje zapobiec szkodom. |                                 |                    | |                      |
| 3x05 | The Bonding                     | Winrich Kolbe      | Ronald D. Moore                                                                                               | 23 października 1989 |
| Obcy na pokładzie Enterprise przyjmuje postać matki chłopca, która zginęła w wypadku na badanej planecie. |                                 |                    | |                      |
| 3x06 | Booby Trap                      | Gabrielle Beaumont | Michael Wagner, Ron Roman, Michael Piller i Richard Danus                                                     | 30 października 1989 |
| Podczas badania wraku statku sprzed ponad tysiąca lat Enterprise wpada w zastawioną pułapkę energetyczną. Próbując znaleźć sposób na ucieczkę, Geordi La Forge zakochuje się w stworzonej na holodeku postaci projektantki silników statku.                                    |                                 |                    | |                      |
| 3x07 | The Enemy                       | David Carson       | David Kemper i Michael Piller                                                                                 | 6 listopada 1989     |
| Geordi La Forge i wrogi Romulanin są zmuszeni do współpracy, żeby przetrwać na niegościnnej planecie. Na orbicie kapitan Picard stawia czoło romulańskiemu okrętowi, a Worf jest w konflikcie pomiędzy obowiązkiem a nienawiścią do Romulan.                                   |                                 |                    | |                      |
| 3x08 | The Price                       | Robert Scheerer    | Hannah Louise Shearer                                                                                         | 13 listopada 1989    |
| Na pokładzie Enterprise mają miejsce negocjacje w sprawie prawa własności do stabilnego tunelu czasoprzestrzennego. Deanna Troi wchodzi w romans z jednym z negocjatorów. |                                 |                    | |                      |
| 3x09 | The Vengeance Factor            | Timothy Bond       | Sam Rolfe | 20 listopada 1989    |
| Załoga Enterprise uczestniczy w negocjacjach między zwaśnionymi frakcjami obcej rasy, lecz rozmowom zagraża zabójca. |                                 |                    | |                      |
| 3x10 | The Defector                    | Robert Scheerer    | Ronald D. Moore                                                                                               | 1 stycznia 1990      |
| Romulański oficer prosi o azyl na pokładzie Enterprise i przekazuje informacje o planach inwazji Imperium na Federację. |                                 |                    | |                      |
| 3x11 | The Hunted                      | Cliff Bole         | Robin Bernheim                                                                                                | 8 stycznia 1990      |
| Podczas wizyty Enterprise na planecie starającej się o członkostwo w Federacji, uciekinier z więzienia ujawnia ukryty konflikt społeczny. |                                 |                    | |                      |
| 3x12 | The High Ground                 | Gabrielle Beaumont | Melinda M. Snodgrass                                                                                          | 29 stycznia 1990     |
| Beverly Crusher zostaje porwana przez terrorystów, którzy chcą zaangażowania Federacji w konflikt na ich planecie. |                                 |                    | |                      |
| 3x13 | Deja Q                          | Les Landau         | Richard Danus                                                                                                 | 5 lutego 1990        |
| Po tym, gdy Q zostaje pozbawiony mocy i wydalony ze swego Kontinuum, szuka on azylu na pokładzie Enterprise. |                                 |                    | |                      |
| 3x14 | A Matter of Perspective         | Cliff Bole         | Ed Zuckerman                                                                                                  | 12 lutego 1990       |
| Komandor Riker zostaje oskarżony o morderstwo wybitnego naukowca. Wersje zdarzeń opowiedziane z perspektywy różnych świadków zostają zrekonstruowane na holodeku. |                                 |                    | |                      |
| 3x15 | Yesterday's Enterprise          | David Carson       | Trent Christopher Ganino, Eric A. Stillwell, Ira Steven Behr, Richard Manning, Hans Beimler i Ronald D. Moore | 19 lutego 1990       |
| Enterprise-D spotyka statek USS Enterprise-C, który przez szczelinę w czasie przeniósł się o 22 lata w przyszłość, co zmienia bieg historii. W zmienionej rzeczywistości porucznik Tasha Yar nadal żyje, a Federacja przegrywa trwającą od dekad wojnę z Imperium Klingońskim. |                                 |                    | |                      |
| 3x16 | The Offspring                   | Jonathan Frakes    | René Echevarria                                                                                               | 12 marca 1990        |
| Data konstruuje nowego androida, którego uważa za swoje dziecko i chce wychować lecz Gwiezdna Flota zamierza odebrać. |                                 |                    | |                      |
| 3x17 | Sins of the Father              | Les Landau         | Drew Deighan, Ronald D. Moore i W. Reed Moran                                                                 | 19 marca 1990        |
| Na pokład Enterprise przybywa klingoński oficer Kurn, który wyjawia, że jest młodszym bratem Worfa. Worf postanawia dowieść przed klingońską Wysoką Radą niewinności zmarłego ojca, którego uznano za zdrajcę.                                                                 |                                 |                    | |                      |
| 3x18 | Allegiance                      | Winrich Kolbe      | Richard Manning i Hans Beimler                                                                                | 26 marca 1990        |
| Kapitan Picard zostaje porwany i uwięziony przez nieznanych sprawców a jego miejsce zajmuje dziwnie zachowujący się sobowtór. |                                 |                    | |                      |
| 3x19 | Captain's Holiday               | Chip Chalmers      | Ira Steven Behr                                                                                               | 2 kwietnia 1990      |
| Picard spotyka podczas urlopu archeolożkę Vash, która poszukuje legendarnego artefaktu. |                                 |                    | |                      |
| 3x20 | Tin Man                         | Robert Scheerer    | Dennis Putman Bailey i David Bischoff                                                                         | 23 kwietnia 1990     |
| Na pokład Enterprise przybywa telepata, żeby nawiązać kontakt z tajemniczą istotą mającą formę kosmicznego statku. Romulanie za wszelką cenę chcą dotrzeć do istoty jako pierwsi.                                                                                              |                                 |                    | |                      |
| 3x21 | Hollow Pursuits                 | Cliff Bole         | Sally Caves                                                                                                   | 30 kwietnia 1990     |
| Porucznik Barclay, inżynier na pokładzie Enterprise, ucieka w świat fantazji na holodeku i zaniedbuje swoje obowiązki. Niewyjaśnione awarie zaczynają zagrażać bezpieczeństwu statku.                                                                                          |                                 |                    | |                      |
| 3x22 | The Most Toys                   | Timothy Bond       | Shari Goodhartz                                                                                               | 7 maja 1990          |
| Data zostaje porwany przez kupca, który chce dołączyć androida do swojej kolekcji jako eksponat. |                                 |                    | |                      |
| 3x23 | Sarek                           | Les Landau         | Peter S. Beagle, Marc Cushman i Jake Jacobs                                                                   | 14 maja 1990         |
| Gdy na Enterprise przybywa wolkański ambasador Sarek, wśród załogi wybuchają agresywne emocje. Po odkryciu, że Sarek cierpi na nieuleczalną chorobę, Picard poddaje się procedurze połączenia umysłów z ambasadorem.                                                           |                                 |                    | |                      |
| 3x24 | Ménage à Troi                   | Robert Legato      | Fred Bronson i Susan Sackett                                                                                  | 28 maja 1990         |
| Lwaxana i Deanna Troi oraz komandor Riker zostają porwani przez Ferengich. |                                 |                    | |                      |
| 3x25 | Transfigurations                | Tom Benko          | René Echevarria                                                                                               | 4 czerwca 1990       |
| Enterprise ratuje krytycznie rannego humanoida, który nie pamięta kim jest i przechodzi tajemniczą transformację. |                                 |                    | |                      |
| 3x26 | The Best of Both Worlds, Part I | Cliff Bole         | Michael Piller                                                                                                | 18 czerwca 1990      |
| Borgowie rozpoczynają inwazję przestrzeni Federacji, podczas konfrontacji z Enterprise uprowadzają i asymilują kapitana Picarda. |                                 |                    | |                      |

## Sezon 4 (1990-1991)
| Tytuł | Data premiery        | Data gwiezdna | Odcinek |  |
| --- | -------------------- | ------------- | ------- |  |
| "The Best of Both Worlds" (Part 2)                                                                       | 24 września 1990     | 44001.4       | 4x01    |  |
| Picard zostaje uratowany, a załoga Enterprise rusza, by ocalić Ziemię.                                   |                      |               |         |  |
| |                      |               |         |  |
| "Family"                                                                                                 | 1 października 1990  | 44012.3       | 4x02    |  |
| Picard odwiedza swoją rodzinę we Francji. Przybrani rodzice Worfa przybywają na Enterprise.              |                      |               |         |  |
| |                      |               |         |  |
| "Brothers"                                                                                               | 8 października 1990  | 44085.7       | 4x03    |  |
| Data spotyka swojego ojca Noonien Soonga oraz ponownie swojego brata Lore.                               |                      |               |         |  |
| |                      |               |         |  |
| "Suddenly Human"                                                                                         | 15 października 1990 | 44143.7       | 4x04    |  |
| Picard pomaga chłopcu wychowanemu przez obcych.                                                          |                      |               |         |  |
| |                      |               |         |  |
| "Remember Me"                                                                                            | 22 października 1990 | 44161.2       | 4x05    |  |
| Eksperyment doprowadza do zniknięcia Dr Crusher i stworzenia nowego wszechświata.                        |                      |               |         |  |
| |                      |               |         |  |
| "Legacy"                                                                                                 | 29 października 1990 | 44215.2       | 4x06    |  |
| Załoga Enterprise spotyka siostrę Tashy Yar – Isharę.                                                    |                      |               |         |  |
| |                      |               |         |  |
| "Reunion"                                                                                                | 5 listopada 1990     | 44246.3       | 4x07    |  |
| Picard uczestniczy w mediacji między dwiema klingońskimi rodzinami, biorącymi udział w walce o władzę.   |                      |               |         |  |
| |                      |               |         |  |
| "Future Imperfect"                                                                                       | 12 listopada 1990    | 44286.5       | 4x08    |  |
| Riker budzi się szesnaście lat dalej w przyszłości, nie pamiętając swojej przeszłości.                   |                      |               |         |  |
| |                      |               |         |  |
| "Final Mission"                                                                                          | 19 listopada 1990    | 44307.3       | 4x09    |  |
| Wesley wraz z kapitanem Picardem w drodze do Akademii Gwiezdnej Floty rozbija się na pustynnej planecie. |                      |               |         |  |
| |                      |               |         |  |
| "The Loss"                                                                                               | 31 grudnia 1990      | 44356.9       | 4x10    |  |
| Nieznana siła doprowadza do utraty przez Troi jej zdolności telepatycznych.                              |                      |               |         |  |
| |                      |               |         |  |
| "Data's Day"                                                                                             | 7 stycznia 1991      | 44390.1       | 4x11    |  |
| Data uczy się tańczyć. O'Brien bierze ślub z Keiko.                                                      |                      |               |         |  |
| |                      |               |         |  |
| "The Wounded"                                                                                            | 28 stycznia 1991     | 44429.6       | 4x12    |  |
| Zbuntowany kapitan Gwiezdnej Floty doprowadza Federację na skraj wojny z Cardasjanami.                   |                      |               |         |  |
| |                      |               |         |  |
| "Devil's Due"                                                                                            | 4 lutego 1991        | 44474.5       | 4x13    |  |
| Picard odkrywa oszustwo osoby, zastraszającej całą planetę, twierdząc, że jest demonem.                  |                      |               |         |  |
| |                      |               |         |  |
| "Clues"                                                                                                  | 11 lutego 1991       | 44502.7       | 4x14    |  |
| Data ukrywa przed załogą sekret.                                                                         |                      |               |         |  |
| |                      |               |         |  |
| "First Contact"                                                                                          | 18 lutego 1991       | Nieznana      | 4x15    |  |
| Riker zostaje porwany przez ksenofobiczną rasę obcych.                                                   |                      |               |         |  |
| |                      |               |         |  |
| "Galaxy's Child"                                                                                         | 11 marca 1991        | 44614.6       | 4x16    |  |
| Załoga Enterprise zabija przez przypadek obcą formę życia i opiekuje się jej uratowanym dzieckiem.       |                      |               |         |  |
| |                      |               |         |  |
| "Night Terrors"                                                                                          | 18 marca 1991        | 44631.2       | 4x17    |  |
| Załoga Enterprise zostaje opanowana przez niewyjaśnione paranoje i halucynacje.                          |                      |               |         |  |
| |                      |               |         |  |
| "Identity Crisis"                                                                                        | 25 marca 1991        | 44664.5       | 4x18    |  |
| Geordi przemienia się w obcą istotę.                                                                     |                      |               |         |  |
| |                      |               |         |  |
| "The Nth Degree"                                                                                         | 1 kwietnia 1991      | 44704.2       | 4x19    |  |
| Barclay zostaje geniuszem pod wpływem obcej sondy.                                                       |                      |               |         |  |
| |                      |               |         |  |
| "Q-Pid"                                                                                                  | 22 kwietnia 1991     | 44741.9       | 4x20    |  |
| Q wraca aby przetestować moc uczucia Picarda do dawnej znajomej.                                         |                      |               |         |  |
| |                      |               |         |  |
| "The Drumhead"                                                                                           | 29 kwietnia 1991     | 44769.2       | 4x21    |  |
| Na pokładzie Enterprise dochodzi do polowania na czarownice, a dokładniej na Romulan.                    |                      |               |         |  |
| |                      |               |         |  |
| "Half a Life"                                                                                            | 6 maja 1991          | 44805.3       | 4x22    |  |
| Lwaxana Troi zakochuje się w mężczyźnie, który jest zmuszany do popełnienia rytualnego samobójstwa.      |                      |               |         |  |
| |                      |               |         |  |
| "The Host"                                                                                               | 13 maja 1991         | 44821.3       | 4x23    |  |
| Dr Crusher zakochuje się w obcym, który aby przetrwać żyje w różnych ciałach gospodarzy.                 |                      |               |         |  |
| |                      |               |         |  |
| "The Mind's Eye"                                                                                         | 27 maja 1991         | 44885.5       | 4x24    |  |
| Romulanie zmieniają Geordiego w zabójcę.                                                                 |                      |               |         |  |
| |                      |               |         |  |
| "In Theory"                                                                                              | 3 czerwca 1991       | 44932.3       | 4x25    |  |
| Data ma romans.                                                                                          |                      |               |         |  |
| |                      |               |         |  |
| "Redemption" (Part 1)                                                                                    | 17 czerwca 1991      | 44995.3       | 4x26    |  |
| Worf opuszcza Enterprise i przyłącza się do klingońskiej wojny domowej.                                  |                      |               |         |  |

## Sezon 5 (1991-1992)
| Tytuł | Data premiery        | Data gwiezdna | Odcinek |  |
| --- | -------------------- | ------------- | ------- |  |
| "Redemption" (Part 2) | 23 września 1991     | 45020.4       | 5x01    |  |
| Worf opuszcza Enterprise i przyłącza się do klingońskiej wojny domowej.                                                                        |                      |               |         |  |
| |                      |               |         |  |
| "Darmok" | 30 września 1991     | 45047.2       | 5x02    |  |
| Picard stara się porozumieć z obcą rasą używającą skomplikowanego języka.                                                                      |                      |               |         |  |
| |                      |               |         |  |
| "Ensign Ro" | 7 października 1991  | 45076.3       | 5x03    |  |
| Do załogi Enterprise dołącza Bajoranka Ro Laren, która wraz z kapitanem Picardem doprowadza do odkrycia spisku na wysokim szczeblu dowodzenia. |                      |               |         |  |
| |                      |               |         |  |
| "Silicon Avatar" | 14 października 1991 | 45122.3       | 5x04    |  |
| Na pokład Enterprise przybywa znany naukowiec, która chce porozumieć się z krystaliczną formą życia.                                           |                      |               |         |  |
| |                      |               |         |  |
| "Disaster" | 21 października 1991 | 45156.1       | 5x05    |  |
| Doradca Troi przejmuje dowodzenie nad Enterprise.                                                                                              |                      |               |         |  |
| |                      |               |         |  |
| "The Game" | 28 października 1991 | 45208.2       | 5x06    |  |
| W trakcie wizyty na Enterprise Wesley odkrywa, że załoga została uzależniona od gry komputerowej.                                              |                      |               |         |  |
| |                      |               |         |  |
| "Unification" (Part 1) | 4 listopada 1991     | 45236.4       | 5x07    |  |
| Spock stara się doprowadzić do zjednoczenia między Wolkanami i Romulanami.                                                                     |                      |               |         |  |
| |                      |               |         |  |
| "Unification" (Part 2) | 11 listopada 1991    | 45245.8       | 5x08    |  |
| Spock stara się doprowadzić do zjednoczenia między Wolkanami i Romulanami.                                                                     |                      |               |         |  |
| |                      |               |         |  |
| "A Matter of Time" | 18 listopada 1991    | 45349.1       | 5x09    |  |
| Historyk z 26 wieku przybywa na Enterprise, aby udokumentować wydarzenia kluczowej misji.                                                      |                      |               |         |  |
| |                      |               |         |  |
| "New Ground" | 6 stycznia 1992      | 45376.3       | 5x10    |  |
| Enterprise testuje nowy rodzaj napędu. |                      |               |         |  |
| |                      |               |         |  |
| "Hero Worship" | 27 stycznia 1992     | 45397.3       | 5x11    |  |
| Młody chłopiec naśladuje Datę, po tym jak on uratował mu życie.                                                                                |                      |               |         |  |
| |                      |               |         |  |
| "Violations" | 3 lutego 1992        | 45429.3       | 5x12    |  |
| Troi jest molestowana telepatycznie przez obcego przewożonego na pokładzie Enterprise.                                                         |                      |               |         |  |
| |                      |               |         |  |
| "The Masterpiece Society" | 10 lutego 1992       | 45470.1       | 5x13    |  |
| Załoga stara się uratować kolonię genetycznie zmodyfikowanych ludzi.                                                                           |                      |               |         |  |
| |                      |               |         |  |
| "Conundrum" | 17 lutego 1992       | 45494.2       | 5x14    |  |
| Załoga zostaje uwikłana w konflikt, po tym jak obcy wymazali pamięć wszystkim jej członkom.                                                    |                      |               |         |  |
| |                      |               |         |  |
| "Power Play" | 24 lutego 1992       | 45571.2       | 5x15    |  |
| Troi, O'Brien i Data zostają opętani przez obcych.                                                                                             |                      |               |         |  |
| |                      |               |         |  |
| "Ethics" | 2 marca 1992         | 45587.3       | 5x16    |  |
| Sparaliżowany Worf poddaje się kontrowersyjnej procedurze operacyjnej, mającej przywrócić mu sprawność.                                        |                      |               |         |  |
| |                      |               |         |  |
| "The Outcast" | 16 marca 1992        | 45614.6       | 5x17    |  |
| Riker zakochuje się w obcym tej samej płci. |                      |               |         |  |
| |                      |               |         |  |
| "Cause and Effect" | 23 marca 1992        | 45652.1       | 5x18    |  |
| Załoga zostaje uwięziona w pętli czasowej. |                      |               |         |  |
| |                      |               |         |  |
| "The First Duty" | 30 marca 1992        | 45703.9       | 5x19    |  |
| Podczas treningu Wesley wraz z innymi kadetami Akademii Gwiezdnej Floty uczestniczy w wypadku, w którym ginie ich kolega.                      |                      |               |         |  |
| |                      |               |         |  |
| "Cost of Living" | 20 kwietnia 1992     | 45733.6       | 5x20    |  |
| Lwaxana Troi wraca, aby poślubić mężczyznę, którego nigdy wcześniej nie spotkała.                                                              |                      |               |         |  |
| |                      |               |         |  |
| "The Perfect Mate" | 27 kwietnia 1992     | 45761.3       | 5x21    |  |
| Picard zakochuje się w kobiecie, empatce, której małżeństwo ma zapewnić pokój dwóch zwaśnionych światów.                                       |                      |               |         |  |
| |                      |               |         |  |
| "Imaginary Friend" | 4 maja 1992          | 45832.1       | 5x22    |  |
| Wyimaginowany przyjaciel zagraża Enterprise.                                                                                                   |                      |               |         |  |
| |                      |               |         |  |
| "I, Borg" | 11 maja 1992         | 45854.2       | 5x23    |  |
| Enterprise ratuje rozbitka Borg. |                      |               |         |  |
| |                      |               |         |  |
| "The Next Phase" | 18 maja 1992         | 45092.4       | 5x24    |  |
| Geordi i Ro zostają przesunięci w fazie, a cała załoga uważa, że zginęli.                                                                      |                      |               |         |  |
| |                      |               |         |  |
| "The Inner Light" | 1 czerwca 1992       | 45944.1       | 5x25    |  |
| Picard w kilka minut przeżywa całe życie na planecie skazanej na zagładę.                                                                      |                      |               |         |  |
| |                      |               |         |  |
| "Time's Arrow" (Part 1) | 15 czerwca 1992      | 45959.1       | 5x26    |  |
| Data przenosi się w czasie do XIX-wiecznego San Francisco.                                                                                     |                      |               |         |  |

## Sezon 6 (1992-1993)
| Tytuł | Data premiery        | Data gwiezdna | Odcinek |  |
| --- | -------------------- | ------------- | ------- |  |
| "Time's Arrow" (Part 2)                                                                                   | 21 września 1992     | 46001.3       | 6x01    |  |
| Data przenosi się w czasie do XIX-wiecznego San Francisco.                                                |                      |               |         |  |
| |                      |               |         |  |
| "Realm of Fear"                                                                                           | 28 września 1992     | 46041.1       | 6x02    |  |
| Barclay doznaje ataku lęku przed teleportacją.                                                            |                      |               |         |  |
| |                      |               |         |  |
| "Man of the People"                                                                                       | 5 października 1992  | 46071.6       | 6x03    |  |
| Ambasador, telepata, wpływa na zachowanie Troi i wykorzystuje ją do osiągnięcia swoich celów.             |                      |               |         |  |
| |                      |               |         |  |
| "Relics"                                                                                                  | 12 października 1992 | 46125.3       | 6x04    |  |
| Enterprise odnajduje Scottiego, który był uwięziony w buforze teleportera przez 75 lat.                   |                      |               |         |  |
| |                      |               |         |  |
| "Schisms"                                                                                                 | 19 października 1992 | 46154.2       | 6x05    |  |
| Obcy przeprowadzają eksperymenty na załodze podczas jej snu.                                              |                      |               |         |  |
| |                      |               |         |  |
| "True Q"                                                                                                  | 26 października 1992 | 46192.3       | 6x06    |  |
| Q pojawia się na Enterprise wraz z młodą Q.                                                               |                      |               |         |  |
| |                      |               |         |  |
| "Rascals"                                                                                                 | 2 listopada 1992     | 46235.7       | 6x07    |  |
| Na skutek awarii tleportera Picard, Keiko, Ro i Guinan zostają przemienieni w dzieci.                     |                      |               |         |  |
| |                      |               |         |  |
| "A Fistful of Datas"                                                                                      | 9 listopada 1992     | 46271.5       | 6x08    |  |
| Podłączony do głównego komputera Enterprise Data sieje spustoszenie w holograficznym programie Worfa.     |                      |               |         |  |
| |                      |               |         |  |
| "The Quality of Life"                                                                                     | 16 listopada 1992    | 46307.2       | 6x09    |  |
| Data odkrywa, iż używane przez górników maszyny żyją.                                                     |                      |               |         |  |
| |                      |               |         |  |
| "Chain of Command" (Part 1)                                                                               | 14 grudnia 1992      | 46357.4       | 6x10    |  |
| Picard opuszcza Enterprise, aby odbyć misję na terytorium Kardasjańskim.                                  |                      |               |         |  |
| |                      |               |         |  |
| "Chain of Command" (Part 2)                                                                               | 21 grudnia 1992      | 46360.8       | 6x11    |  |
| Picard opuszcza Enterprise, aby odbyć misję na terytorium Kardasjańskim.                                  |                      |               |         |  |
| |                      |               |         |  |
| "Ship in a Bottle"                                                                                        | 25 stycznia 1993     | 46424.1       | 6x12    |  |
| Barclay przez przypadek reaktywuje holograficzną postać Profesora Moriartiego.                            |                      |               |         |  |
| |                      |               |         |  |
| "Aquiel"                                                                                                  | 1 lutego 1993        | 46461.3       | 6x13    |  |
| Geordi zakochuje się w oficer oskarżonej o morderstwo.                                                    |                      |               |         |  |
| |                      |               |         |  |
| "Face of the Enemy"                                                                                       | 8 lutego 1993        | 46519.1       | 6x14    |  |
| Deanna Troi zostaje zmuszona do odgrywania roli romulańskiego oficera wywiadu.                            |                      |               |         |  |
| |                      |               |         |  |
| "Tapestry"                                                                                                | 15 lutego 1993       | Nieznana      | 6x15    |  |
| Picard umiera w wypadku, pośmiertnie spotyka Q.                                                           |                      |               |         |  |
| |                      |               |         |  |
| "Birthright" (Part 1)                                                                                     | 22 lutego 1993       | 46578.4       | 6x16    |  |
| Worf wyrusza na poszukiwanie ojca. Data przeżywa pierwsze sny.                                            |                      |               |         |  |
| |                      |               |         |  |
| "Birthright" (Part 2)                                                                                     | 1 marca 1993         | 46579.2       | 6x17    |  |
| Worf infiltruje Romulańskie więzienie w poszukiwaniu swojego biologicznego ojca.                          |                      |               |         |  |
| |                      |               |         |  |
| "Starship Mine"                                                                                           | 29 marca 1993        | 46682.4       | 6x18    |  |
| Podczas dekontaminacji Enterprise Picard stara się udaremnić próbę wykradzenia cennego ładunku.           |                      |               |         |  |
| |                      |               |         |  |
| "Lessons"                                                                                                 | 5 kwietnia 1993      | 46693.1       | 6x19    |  |
| Picard zakochuje się w oficer służącej na Enterprise.                                                     |                      |               |         |  |
| |                      |               |         |  |
| "The Chase"                                                                                               | 26 kwietnia 1993     | 46731.5       | 6x20    |  |
| Picard stara się rozwiązać starożytną, archeologiczną zagadkę.                                            |                      |               |         |  |
| |                      |               |         |  |
| "Frame of Mind"                                                                                           | 3 maja 1993          | 46778.1       | 6x21    |  |
| Riker jest więziony przez obcych w zakładzie psychiatrycznym.                                             |                      |               |         |  |
| |                      |               |         |  |
| "Suspicions"                                                                                              | 10 maja 1993         | 46830.1       | 6x22    |  |
| Dr Crusher ryzykuje swoją karierą, aby rozwiązać tajemnicze morderstwo.                                   |                      |               |         |  |
| |                      |               |         |  |
| "Rightful Heir"                                                                                           | 17 maja 1993         | 46852.2       | 6x23    |  |
| Kahless, mityczna postać powraca, aby przewodzić Imperium Klingońskiemu.                                  |                      |               |         |  |
| |                      |               |         |  |
| "Second Chances"                                                                                          | 24 maja 1993         | 46915.2       | 6x24    |  |
| Riker spotyka kopię samego siebie.                                                                        |                      |               |         |  |
| |                      |               |         |  |
| "Timescape"                                                                                               | 14 czerwca 1993      | 46944.2       | 6x25    |  |
| Enterprise zostaje uwięziony w szczelinie czasowej.                                                       |                      |               |         |  |
| |                      |               |         |  |
| "Descent" (Part 1)                                                                                        | 21 czerwca 1993      | 46982.1       | 6x26    |  |
| Załoga napotyka grupę nietypowo zachowujących się Borg i odkrywa, że ich przywódcą jest Lore – brat Daty. |                      |               |         |  |

## Sezon 7 (1993-1994)
| Tytuł | Data premiery        | Data gwiezdna | Odcinek     |  |
| --- | -------------------- | ------------- | ----------- |  |
| "Descent" (Part 2) | 20 września 1993     | 47025.4       | 7x01        |  |
| Załoga napotyka grupę nietypowo zachowujących się Borg i odkrywa, że ich przywódcą jest Lore – brat Daty.                |                      |               |             |  |
| |                      |               |             |  |
| "Liaisons" | 27 września 1993     | Nieznana      | 7x02        |  |
| Picard zostaje uwięziony na planecie z kobietą, która za wszelką cenę pragnie, aby ją pokochał.                          |                      |               |             |  |
| |                      |               |             |  |
| "Interface" | 4 października 1993  | 47215.5       | 7x03        |  |
| Geordi stara się uratować okręt dowodzony przez jego matkę.                                                              |                      |               |             |  |
| |                      |               |             |  |
| "Gambit" (Part 1) | 11 października 1993 | 47135.2       | 7x04        |  |
| Riker i Picard infiltrują siatkę najemników, chcąc rozwiązać zagadkę starożytnego artefaktu.                             |                      |               |             |  |
| |                      |               |             |  |
| "Gambit" (Part 2) | 18 października 1993 | 47160.1       | 7x05        |  |
| Riker i Picard infiltrują siatkę najemników, chcąc rozwiązać zagadkę starożytnego artefaktu.                             |                      |               |             |  |
| |                      |               |             |  |
| "Phantasms" | 25 października 1993 | 47225.7       | 7x06        |  |
| Pasożyty, które zainfekowały Enterprise powodują, że Data ma koszmary senne.                                             |                      |               |             |  |
| |                      |               |             |  |
| "Dark Page" | 1 listopada 1993     | 47254.1       | 7x07        |  |
| Załamanie nerwowe Lwaxany Troi doprowadza ją do śpiączki. Deanna stara się uratować matkę.                               |                      |               |             |  |
| |                      |               |             |  |
| "Attached" | 8 listopada 1993     | 47304.2       | 7x08        |  |
| Picard i Dr Crusher zostają oskarżeni o szpiegostwo i uwięzieni przez obcych.                                            |                      |               |             |  |
| |                      |               |             |  |
| "Force of Nature" | 15 listopada 1993    | 47310.2       | 7x09        |  |
| Para naukowców odkrywa, że napęd warp ma destruktywne działanie na przestrzeń.                                           |                      |               |             |  |
| |                      |               |             |  |
| "Inheritance" | 22 listopada 1993    | 47410.2       | 7x10        |  |
| Data spotyka kobietę, która twierdzi, że jest jego matką.                                                                |                      |               |             |  |
| |                      |               |             |  |
| "Parallels" | 29 listopada 1993    | 47391.2       | 7x11        |  |
| Worf przenosi się do równoległego wszechświata.                                                                          |                      |               |             |  |
| |                      |               |             |  |
| "The Pegasus" | 10 stycznia 1994     | 47457.1       | 7x12        |  |
| Enterprise wyrusza na misję, by odnaleźć statek wyposażony w tajną broń.                                                 |                      |               |             |  |
| |                      |               |             |  |
| "Homeward" | 17 stycznia 1994     | 47423.9       | 7x13        |  |
| Przyrodni brat Worf łamie Pierwszą Dyrektywę aby ocalić prymitywną rasę.                                                 |                      |               |             |  |
| |                      |               |             |  |
| "Sub Rosa" | 31 stycznia 1994     | 47423.9       | 7x14        |  |
| Dr Crusher udaje się na pogrzeb swojej babci i zamieszkuje w domu, w którym straszy.                                     |                      |               |             |  |
| |                      |               |             |  |
| "Lower Decks" | 7 lutego 1994        | 47566.7       | 7x15        |  |
| Życie młodszych oficerów nie jest usłane różami                                                                          |                      |               |             |  |
| |                      |               |             |  |
| "Thine Own Self" | 14 lutego 1994       | 47611.2       | 7x16        |  |
| Cieriący na amnezję Data rozbija się na planecie i stara się uratować jej mieszkańców.                                   |                      |               |             |  |
| |                      |               |             |  |
| "Masks" | 21 lutego 1994       | 47615.2       | 7x17        |  |
| Enterprise odnajduje starożytną bibliotekę, która przejmuje kontrolę nad Datą i przekształca okręt.                      |                      |               |             |  |
| |                      |               |             |  |
| "Eye of the Beholder" | 28 lutego 1994       | 47622.1       | 7x18        |  |
| Samobójstwo jednego z członków załogi okazuje się kluczem do morderstwa.                                                 |                      |               |             |  |
| |                      |               |             |  |
| "Genesis" | 21 marca 1994        | 47653.2       | 7x19        |  |
| Załoga Enterprise ulega przyspieszonej deewolucji.                                                                       |                      |               |             |  |
| |                      |               |             |  |
| "Journey's End" | 28 marca 1994        | 47751.2       | 7x20        |  |
| W trakcie wizyty na Enterprise Wesley sprzeciwia się usunięciu Indian z planety, która ma zostać przekazana Kardasjanom. |                      |               |             |  |
| |                      |               |             |  |
| "Firstborn" | 25 kwietnia 1994     | 47779.4       | 7x21        |  |
| Worf uczy swojego syna historii i zwyczajów swojej rasy.                                                                 |                      |               |             |  |
| |                      |               |             |  |
| "Bloodlines" | 2 maja 1994          | 47829.1       | 7x22        |  |
| DaiMon Bok wraca, by zemścić się na Picardzie.                                                                           |                      |               |             |  |
| |                      |               |             |  |
| "Emergence" | 9 maja 1994          | 47869.2       | 7x23        |  |
| Enterprise staje się świadomy.                                                                                           |                      |               |             |  |
| |                      |               |             |  |
| "Preemptive Strike" | 16 maja 1994         | 47941.7       | 7x24        |  |
| Ro powraca z treningu taktycznego i zostaje wysłana na misję szpiegowską wśród Maquis.                                   |                      |               |             |  |
| |                      |               |             |  |
| "All Good Things..." | 23 maja 1994         | 47988.1       | 7x25 & 7x26 |  |
| Picard przy pomocy Q's podróżuje w czasie, aby uratować ludzkość od zagłady.                                             |                      |               |             |  |